# Z Большой Медведицы
Z Большой Медведицы (лат. Z Ursae Majoris), HD 103681 — одиночная переменная звезда в созвездии Большой Медведицы на расстоянии приблизительно 1060 световых лет (около 325 парсеков) от Солнца. Видимая звёздная величина звезды — от +9,4m до +6,2m.

## Характеристики
Z Большой Медведицы — красный гигант, пульсирующая полуправильная переменная звезда типа SRB (SRB) спектрального класса M5IIIe.